# TV 2 Sport HD
TV 2 Sport HD var en dansk tv-kanal, der blev drevet af MTG og TV 2 DANMARK A/S. 
Kanalen sendte sport i samarbejde med sin søsterkanal TV 2 Sport og gik i luften i efteråret 2007. Idet kanalen kun sendte i HDTV-format, var det kun visse sportsbegivenheder, der sendtes på kanalen, bl.a. tysk Bundesliga-fodbold og UEFA Champions League.
Kanalen sendte i 720p50 – Video var i h.264 (~16Mbit) og lyden var i Dolby-Digital/AC3 (384Kbit).
Med virkning fra årsskiftet 2010/2011 blev TV 2 Sport HD til et spejl af TV 2 Sport hvorefter indholdet på de to kanaler var fuldstændig identisk. Denne blev senere helt overtaget af MTG og relanceredes 7. januar 2013 som TV3 Sport 1.